# Albert Sarraut
Albert-Pierre Sarraut (28 července 1872 Bordeaux – 26. listopadu 1962 Paříž) byl francouzský politik, představitel Radikální strany. Dvakrát se během třetí republiky stal premiérem Francie (1933, 1936). Byl též ministrem školství, ministrem kolonií, ministrem vnitra, ministrem námořnictví, ministrem zahraničí, ministrem bez portfeje a generálním guvernérem Francouzské Indočíny v letech 1912–1914 a 1917–1919. V letech 1925 až 1926 byl prvním francouzským velvyslancem v Turecku. V letech 1926–1945 byl senátorem. Byl hlavním tvůrcem francouzské koloniální politiky v meziválečné éře.

## Život
Jeho otec byl starostou Carcassonne. Albert vystudoval práva na univerzitě v Touluse. Roku 1902 byl prvně zvolen poslancem. V roce 1906 proslul parlamentní šarvátkou s nacionalistickým poslancem Paulem Pugliesim-Contim během jednání o rehabilitaci Alfreda Dreyfuse. Conti vyzval Sarrauta na souboj, který se odehrál ve Ville-d'Avray. Rozhodcoval ho Georges Clemenceau. Sarraut utrpěl při souboji vážně zranění, když byl bodnut šavlí do plic. Zůstal šest týdnů upoután na lůžko.
Jako generální guvernér Indočíny se pokusil koloniální život demokratizovat. Ceněna je i jeho školská reforma ve Vietnamu, byť jejím hlavním cílem bylo poevropštění vietnamské kultury. V Indočíně též aktivně podporoval uchování místního umění a nechal vystavět kambodžské národní muzeum. Jako ministr kolonií navrhl rozsáhlé investice do zdravotního a sociálního systému v koloniích, které se však nakonec nerealizovaly.
Jako ministr vnitra ve vládě Édouarda Daladiera bojoval proti vlně španělských uprchlíků před frankistickým režimem během španělské občanské války a Židů prchajících z Německa před režimem hitlerovským. Nechal pro tyto uprchlíky zřídit internační tábory, kde zemřely desetitisíce lidí. Nechal též ve funkci ministra vnitra rozpustit krajně pravicové hnutí Action française. Roku 1934 musel rezignovat na post ministra vnitra po marseillském atentátu na jugoslávského krále Alexandra I.
Během druhého premiérského mandátu čelil německé militarizaci Porýní, jímž Hitler demonstrativně porušil versailleskou smlouvu. Sarraut navrhoval tvrdý postup, ale nezískal v tom podporu Británie a nakonec jeho vláda nereagovala nijak.
Po vyhlášení války Německu byl znovu ministrem vnitra. Proslul perzekucí osob německého původu, byť šlo v drtivé většině o německé antifašisty a intelektuály, kteří uprchli z Německa před Hitlerem. V Provence byli internováni v opuštěné továrně na dlaždice v Les Milles. Po podpisu paktu Molotov-Ribbentrop podepsal 4. října 1939 dekret, který zbavil všechny komunistické starosty a poslance mandátu.
10. července 1940 hlasoval pro udělení pravomoci vypracovat novou ústavu maršálu Philippu Pétainovi, čímž fakticky skončila třetí republika a vznikl vichistický režim. Pak Sarraut odešel z politiky.
Poté, co byl jeho bratr Maurice Sarraut, šéfredaktor rodinných novin La Dépêche de Toulouse, zabit vichistickou milicí v roce 1943, převzal Albert vedení těchto novin. Roku 1944 byl zatčen a poslán do koncentračního tábora Neuengamme v severním Německu, ale přežil. Tábor byl osvobozen v dubnu 1945.
V letech 1951–1958 byl prezidentem Francouzské unie, jakési volnější náhražky Francouzského impéria (později nahrazené ještě volnějším Francouzským společenstvím).